# Гренландський телескоп
Гренландський телескоп — радіотелескоп на авіабазі Пітуффік на північному заході Гренландії, який планується пізніше перенести у дослідницький табір Саміт-Кемп на найвищій точці Гренландського льодовикового щита на висоту 3210 м. Гренландський телескоп має стати частиною Телескопа горизонту подій, — радіоінтерферометра з наддовгою базою, який вивчатиме надмасивні чорні діри.

## Учасники проєкту
- Інститут астрономії та астрофізики Академії Сініки[5] (Тайвань) (керівник проєкту)
- Гарвард-Смітсонівська астрофізична обсерваторія (США)
- Національна радіоастрономічна обсерваторія (США)
- Обсерваторія Гейстек[en] Массачусетського технологічного інституту (США)

## Історія
У 2011 році Національний науковий фонд США надав Гарвард-Смітсонівській астрофізичній обсерваторії 12-метрову радіоантену, яка раніше використовувалась як прототип для проєкту ALMA в Чилі. Антену пропонувалось поставити в Гренландії, що добре підходило для виявлення певних радіочастот.

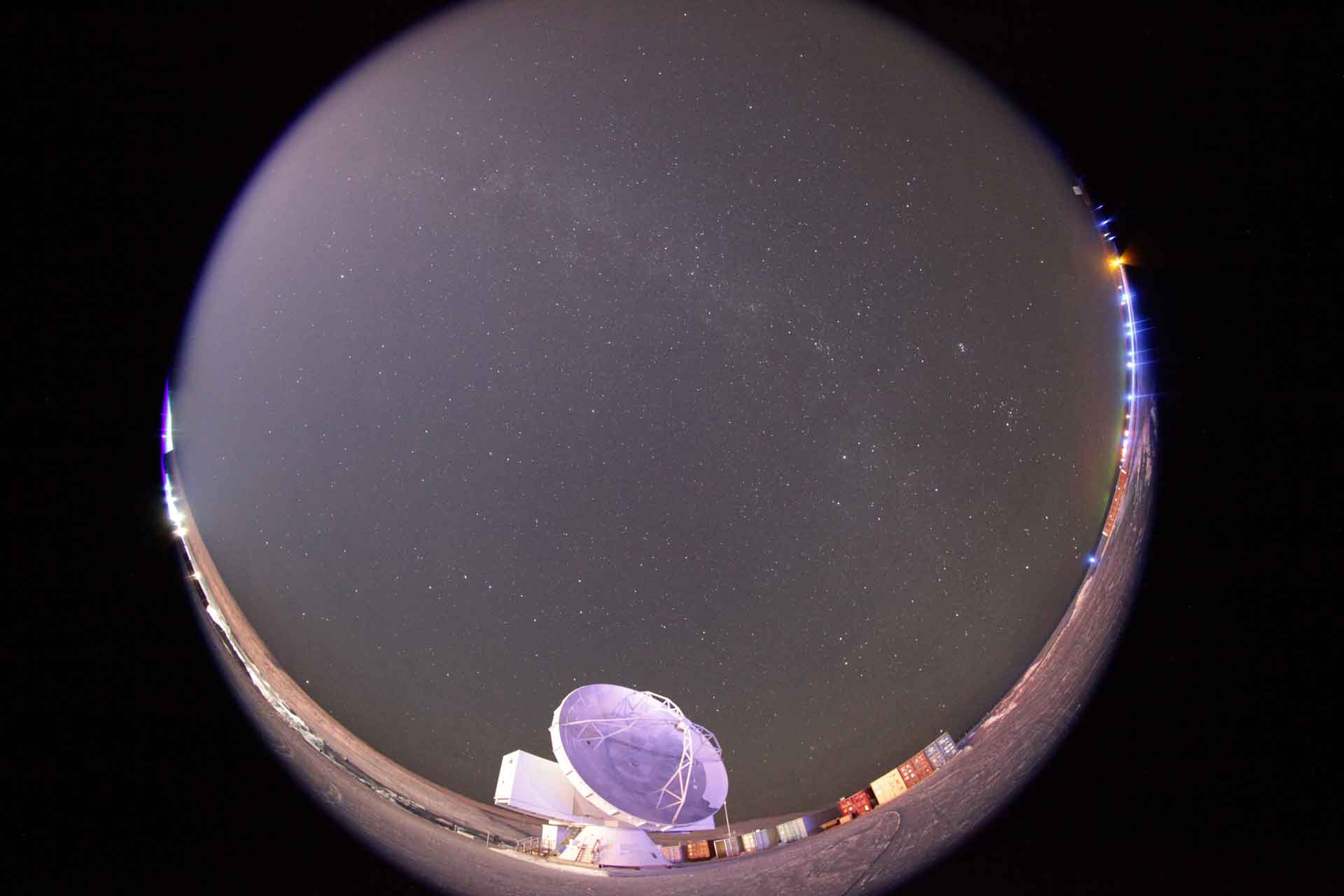
Гренландський телескоп у полярну ніч, 2017 рік

Між 2013 і 2015 роками тайванський Інститут астрономії та астрофізики Академії Сініки модифікував телескоп, щоб він міг краще працювати в холодному середовищі Арктики. Телескоп був відправлений до Гренландії в липні 2016 року та повторно зібраний у липні 2017 року на північному заході Гренландії, на авіабазі Туле, яка пізніше була перейменована на Пітуффік. Перше світло телескоп отримав 25 грудня 2017 року.
У липні 2023 року була опублікована інформація про стан роботи телескопа в арктичних умовах і його перспективи. Оскільки телескоп рухатиметься разом із льодовиком, на якому він буде встановлений, доведеться уточнювати положення телескопа. Системи очищення від снігу та льоду працювали успішно. В опублікованому звіті робився висновок, що телескоп готовий до роботи на гренландському льодовиковому щиті.
Телескоп планується перенести в дослідницький табір Саміт-Кемп, розташований на найвищій точці Гренландського льодовикового щита.